# إسحاق نيوتن ووكر
إسحاق نيوتن ووكر (بالإنجليزية: Newton J. Walker)‏ هو سياسي أمريكي، ولد في 18 ديسمبر 1803 في الولايات المتحدة، وتوفي في 14 سبتمبر 1899 في نفس البلد. انتخب عضو مجلس نواب إلينوي.